# Archos 5 internet tablet
Archos 5 Internet tablet - интернет-планшет компании Archos на популярной операционной системе Google Android, основанной на ядре Linux.

## Технические характеристики
- Параметры дисплея: 800x480 pixels, 4.8 TFT LCD, 16 млн цветов
- Пользовательский интерфейс: 	Сенсорный экран, виртуальная клавиатура
- Процессор:

- ЦП: ARM CortexTM-A8, 32 bit, In-order, dual-issue, superscalar core @ 800 MHz
- ВП: 32 bit DSP @ 430 MHz

- Оперативная память: 	256 MB (Низковольтная, две планки SDRAM)
- Постоянная память:

- Flash-память: 8 to 32 GB* + Micro SD Slot (SDHC совместимый)
- HDD: от 160 до 500 GB (в зависимости от комплектации)

- Операционная система: 	Android v1.6 Donut
- Интерфейсы:

USB 2.0: Media Transport Protocol (MTP)
USB 2.0 Host: Mass Storage Class (MSC) и Picture Transfer Protocol (PTP) с функциями Mini Dock, Battery Dock and DVR station
- Протоколы связи:

WiFi (802.11 b/g/n)
Bluetooth 2.0 A2DP, EDR, ARCP, HID, Dial Networking
FM transmitter (requires the Car-mount that features the antenna)
FM receiver (RDS)
- Видео:

MPEG-4 HD (up to 720p)
MPEG-48 (ASP@L5 AVI, до DVD разрешения)
H.264 HD (до 720p)
WMV (MP@ML, до DVD разрешения) включая защищённые файлы
MKV (до 720p, 2500kbs, 23fps)
M-JPEG (Motion JPEG Video) в разрешении QVGA
Дополнительные плагины (скачивать с сайта производителя)
MPEG-2, WMV HD (720p), VOB
- Аудио:

Стерео MP3 @ 30-320 Kbits/s CBR & VBR
WMA, защищённый WMA, WAV (PCM/ADPCM), AAC9 (кроме защищённого содержимого)
AAC+ стерео
OGG Vorbis
FLAC
Дополнительные плагины (скачивать с сайта производителя)
AC3 стерео и 5.1 (через SPDIF выход DVR Station)
- Фото: JPEG, BMP, PNG, GIF
- Субтитры: .srt, .ssa, .smi, .sub расширения
- Тип батареи: Lithium Polymer battery
- Время работы:

Воспроизведение музыки до 22 часов
Воспроизведение видео до 7 часов
- Размеры и вес:

• ARCHOS 5 Internet Tablet Flash серия (8Gb, 32Gb): 143,2x78,8x10,4 мм - 182 г
• ARCHOS 5 Internet Tablet HDD серия (160Gb, 320Gb, 500Gb): 143,2x78,8x20 мм - 286 г
- Приложения:	Webbrowser, Email, Contacts, DroidIn™, Ebuddy™IM, Twidroid™, Deezer™, Dailymotion™, Quickpedia, ThinkFree Mobile, Moov, Craigsphone, Pages jaunes™ (only for France), High Paying Jobs (only for US & Canada), Alarm clock, Calculator